# Eusallya viridis
Eusallya viridis är en insektsart som beskrevs av Evans 1972. Eusallya viridis ingår i släktet Eusallya och familjen dvärgstritar. Inga underarter finns listade i Catalogue of Life.